# Liste der Fußball-Südamerikapokalsieger
Die Liste der Fußball-Südamerikapokalsieger enthält alle südamerikanischen Klubs, die bisher mindestens einmal einen der fünf, von der CONMEBOL seit 1960 (1948) organisierten Südamerikapokalwettbewerbe – die Copa Libertadores (bis 1964 Copa Campeones de América) einschließlich deren offiziellen Vorläufer das Campeonato Sudamericano de Campeones von 1948, die Copa Conmebol, die Copa Merconorte, die Copa Mercosur oder die Copa Sudamericana – gewannen. Nicht berücksichtigt in dieser Liste werden hingegen der südamerikanische Supercup, die Recopa Sudamericana sowie die mittlerweile eingestellten und kurzlebigen Masterturniere früherer Pokalgewinner wie die Supercopa Sudamericana, die Copa Master de Supercopa, die Copa Conmebol Master oder die Copa de Oro Nicolás Leoz. Es werden in der erstgenannten Liste alle Sieger aufgeführt. Eine weitere Liste nennt alle Vereine mit der jeweiligen Gesamtzahl der Siege sowie die Zahl der Siege bei den einzelnen Turnieren und eine dritte Liste gibt die Länderwertung wieder.
Die meisten Siege bei den Südamerikapokalwettbewerben erzielte CA Independiente aus Argentinien mit 9 Siegen. Dreimal in Folge einen Südamerikapokal zu gewinnen, ein sogenannter Hattrick, gelang bisher zwei Klubs: In der Copa Libertadores triumphierten Estudiantes de La Plata (zwischen 1968 und 1970) und sogar viermal in Folge CA Independiente (von 1972 bis 1975). Ebenfalls zwei Klubs gelang dies bisher über zwei Wettbewerbe verteilt: Der FC São Paulo gewann 1992 und 1993 die Copa Libertadores und 1994 die Copa Conmebol und Boca Juniors 2003 die Copa Libertadores und 2004 sowie 2005 die Copa Sudamericana.

## Die Wettbewerbe im Überblick
| (Campeonato Sudamericano de Campeones 1948) / Copa Campeones de América 1960-64 / Copa Libertadores | (Campeonato Sudamericano de Campeones 1948) / Copa Campeones de América 1960-64 / Copa Libertadores |                                             | Copa Conmebol (bis 1999) / Copa Merconorte \| Copa Mercosur (1998 bis 2001) / Copa Sudamericana | Copa Conmebol (bis 1999) / Copa Merconorte \| Copa Mercosur (1998 bis 2001) / Copa Sudamericana |
| Jahr                                                                                                | Sieger                                                                                              | Jahr                                        | Sieger                                                                                          |                                                                                                 |
| --------------------------------------------------------------------------------------------------- | --------------------------------------------------------------------------------------------------- | ------------------------------------------- | ----------------------------------------------------------------------------------------------- | ----------------------------------------------------------------------------------------------- |
| (1948)                                                                                              | CR Vasco da Gama                                                                                    | Nicht ausgetragen                           | Nicht ausgetragen                                                                               |                                                                                                 |
| 1960                                                                                                | Peñarol Montevideo                                                                                  | Nicht ausgetragen                           | Nicht ausgetragen                                                                               |                                                                                                 |
| 1961                                                                                                | Peñarol Montevideo                                                                                  | Nicht ausgetragen                           | Nicht ausgetragen                                                                               |                                                                                                 |
| 1962                                                                                                | FC Santos                                                                                           | Nicht ausgetragen                           | Nicht ausgetragen                                                                               |                                                                                                 |
| 1963                                                                                                | FC Santos                                                                                           | Nicht ausgetragen                           | Nicht ausgetragen                                                                               |                                                                                                 |
| 1964                                                                                                | CA Independiente                                                                                    | Nicht ausgetragen                           | Nicht ausgetragen                                                                               |                                                                                                 |
| 1965                                                                                                | CA Independiente                                                                                    | Nicht ausgetragen                           | Nicht ausgetragen                                                                               |                                                                                                 |
| 1966                                                                                                | Peñarol Montevideo                                                                                  | Nicht ausgetragen                           | Nicht ausgetragen                                                                               |                                                                                                 |
| 1967                                                                                                | Racing Club de Avellaneda                                                                           | Nicht ausgetragen                           | Nicht ausgetragen                                                                               |                                                                                                 |
| 1968                                                                                                | Estudiantes de La Plata                                                                             | Nicht ausgetragen                           | Nicht ausgetragen                                                                               |                                                                                                 |
| 1969                                                                                                | Estudiantes de La Plata                                                                             | Nicht ausgetragen                           | Nicht ausgetragen                                                                               |                                                                                                 |
| 1970                                                                                                | Estudiantes de La Plata                                                                             | Nicht ausgetragen                           | Nicht ausgetragen                                                                               |                                                                                                 |
| 1971                                                                                                | Nacional Montevideo                                                                                 | Nicht ausgetragen                           | Nicht ausgetragen                                                                               |                                                                                                 |
| 1972                                                                                                | CA Independiente                                                                                    | Nicht ausgetragen                           | Nicht ausgetragen                                                                               |                                                                                                 |
| 1973                                                                                                | CA Independiente                                                                                    | Nicht ausgetragen                           | Nicht ausgetragen                                                                               |                                                                                                 |
| 1974                                                                                                | CA Independiente                                                                                    | Nicht ausgetragen                           | Nicht ausgetragen                                                                               |                                                                                                 |
| 1975                                                                                                | CA Independiente                                                                                    | Nicht ausgetragen                           | Nicht ausgetragen                                                                               |                                                                                                 |
| 1976                                                                                                | Cruzeiro Belo Horizonte                                                                             | Nicht ausgetragen                           | Nicht ausgetragen                                                                               |                                                                                                 |
| 1977                                                                                                | Boca Juniors                                                                                        | Nicht ausgetragen                           | Nicht ausgetragen                                                                               |                                                                                                 |
| 1978                                                                                                | Boca Juniors                                                                                        | Nicht ausgetragen                           | Nicht ausgetragen                                                                               |                                                                                                 |
| 1979                                                                                                | Club Olimpia                                                                                        | Nicht ausgetragen                           | Nicht ausgetragen                                                                               |                                                                                                 |
| 1980                                                                                                | Nacional Montevideo                                                                                 | Nicht ausgetragen                           | Nicht ausgetragen                                                                               |                                                                                                 |
| 1981                                                                                                | Flamengo Rio de Janeiro                                                                             | Nicht ausgetragen                           | Nicht ausgetragen                                                                               |                                                                                                 |
| 1982                                                                                                | Peñarol Montevideo                                                                                  | Nicht ausgetragen                           | Nicht ausgetragen                                                                               |                                                                                                 |
| 1983                                                                                                | Grêmio Porto Alegre                                                                                 | Nicht ausgetragen                           | Nicht ausgetragen                                                                               |                                                                                                 |
| 1984                                                                                                | CA Independiente                                                                                    | Nicht ausgetragen                           | Nicht ausgetragen                                                                               |                                                                                                 |
| 1985                                                                                                | Argentinos Juniors                                                                                  | Nicht ausgetragen                           | Nicht ausgetragen                                                                               |                                                                                                 |
| 1986                                                                                                | River Plate                                                                                         | Nicht ausgetragen                           | Nicht ausgetragen                                                                               |                                                                                                 |
| 1987                                                                                                | Peñarol Montevideo                                                                                  | Nicht ausgetragen                           | Nicht ausgetragen                                                                               |                                                                                                 |
| 1988                                                                                                | Nacional Montevideo                                                                                 | Nicht ausgetragen                           | Nicht ausgetragen                                                                               |                                                                                                 |
| 1989                                                                                                | Atlético Nacional                                                                                   | Nicht ausgetragen                           | Nicht ausgetragen                                                                               |                                                                                                 |
| 1990                                                                                                | Club Olimpia                                                                                        | Nicht ausgetragen                           | Nicht ausgetragen                                                                               |                                                                                                 |
| 1991                                                                                                | CSD Colo-Colo                                                                                       | Nicht ausgetragen                           | Nicht ausgetragen                                                                               |                                                                                                 |
| 1992                                                                                                | FC São Paulo                                                                                        | 1992                                        | Atlético Mineiro                                                                                |                                                                                                 |
| 1993                                                                                                | FC São Paulo                                                                                        | 1993                                        | Botafogo FR                                                                                     |                                                                                                 |
| 1994                                                                                                | CA Vélez Sarsfield                                                                                  | 1994                                        | FC São Paulo                                                                                    |                                                                                                 |
| 1995                                                                                                | Grêmio Porto Alegre                                                                                 | 1995                                        | Rosario Central                                                                                 |                                                                                                 |
| 1996                                                                                                | River Plate                                                                                         | 1996                                        | CA Lanús                                                                                        |                                                                                                 |
| 1997                                                                                                | Cruzeiro Belo Horizonte                                                                             | 1997                                        | Atlético Mineiro                                                                                |                                                                                                 |
| 1998                                                                                                | CR Vasco da Gama                                                                                    | Conmebol 1998 Merconorte 1998 Mercosur 1998 | FC Santos Atlético Nacional Palmeiras São Paulo                                                 |                                                                                                 |
| 1999                                                                                                | Palmeiras São Paulo                                                                                 | Conmebol 1999 Merconorte 1999 Mercosur 1999 | Club Atlético Talleres América de Cali Flamengo Rio de Janeiro                                  |                                                                                                 |
| 2000                                                                                                | Boca Juniors                                                                                        | Merconorte 2000 Mercosur 2000               | Atlético Nacional CR Vasco da Gama                                                              |                                                                                                 |
| 2001                                                                                                | Boca Juniors                                                                                        | Merconorte 2001 Mercosur 2001               | CD Los Millonarios Club Atlético San Lorenzo de Almagro                                         |                                                                                                 |
| 2002                                                                                                | Club Olimpia                                                                                        | 2002                                        | Club Atlético San Lorenzo de Almagro                                                            |                                                                                                 |
| 2003                                                                                                | Boca Juniors                                                                                        | 2003                                        | Club Sportivo Cienciano                                                                         |                                                                                                 |
| 2004                                                                                                | Once Caldas                                                                                         | 2004                                        | Boca Juniors                                                                                    |                                                                                                 |
| 2005                                                                                                | FC São Paulo                                                                                        | 2005                                        | Boca Juniors                                                                                    |                                                                                                 |
| 2006                                                                                                | Internacional Porto Alegre                                                                          | 2006                                        | CF Pachuca                                                                                      |                                                                                                 |
| 2007                                                                                                | Boca Juniors                                                                                        | 2007                                        | Arsenal de Sarandí                                                                              |                                                                                                 |
| 2008                                                                                                | LDU Quito                                                                                           | 2008                                        | Internacional Porto Alegre                                                                      |                                                                                                 |
| 2009                                                                                                | Estudiantes de La Plata                                                                             | 2009                                        | LDU Quito                                                                                       |                                                                                                 |
| 2010                                                                                                | Internacional Porto Alegre                                                                          | 2010                                        | CA Independiente                                                                                |                                                                                                 |
| 2011                                                                                                | FC Santos                                                                                           | 2011                                        | CF Universidad de Chile                                                                         |                                                                                                 |
| 2012                                                                                                | Corinthians São Paulo                                                                               | 2012                                        | FC São Paulo                                                                                    |                                                                                                 |
| 2013                                                                                                | Atlético Mineiro                                                                                    | 2013                                        | CA Lanús                                                                                        |                                                                                                 |
| 2014                                                                                                | Club Atlético San Lorenzo de Almagro                                                                | 2014                                        | River Plate                                                                                     |                                                                                                 |
| 2015                                                                                                | River Plate                                                                                         | 2015                                        | Independiente Santa Fe                                                                          |                                                                                                 |
| 2016                                                                                                | Atlético Nacional                                                                                   | 2016                                        | Chapecoense                                                                                     |                                                                                                 |
| 2017                                                                                                | Grêmio Porto Alegre                                                                                 | 2017                                        | CA Independiente                                                                                |                                                                                                 |
| 2018                                                                                                | River Plate                                                                                         | 2018                                        | Athletico Paranaense                                                                            |                                                                                                 |
| 2019                                                                                                | Flamengo Rio de Janeiro                                                                             | 2019                                        | Independiente del Valle                                                                         |                                                                                                 |
| 2020                                                                                                | Palmeiras São Paulo                                                                                 | 2020                                        | CSD Defensa y Justicia                                                                          |                                                                                                 |
| 2021                                                                                                | Palmeiras São Paulo                                                                                 | 2021                                        | Athletico Paranaense                                                                            |                                                                                                 |
| 2022                                                                                                | Flamengo Rio de Janeiro                                                                             | 2022                                        | Independiente del Valle                                                                         |                                                                                                 |
| 2023                                                                                                | Fluminense Rio de Janeiro                                                                           | 2023                                        | LDU Quito                                                                                       |                                                                                                 |
| 2024                                                                                                | Botafogo FR                                                                                         | 2024                                        | Racing Club de Avellaneda                                                                       |                                                                                                 |
| 2025                                                                                                | | 2025                                        |                                                                                                 |                                                                                                 |

## Klubrangliste nach Titeln
Bisher gewannen 39 Klubs aus Südamerika und 1 Klub aus Mexiko, mindestens einen Südamerikapokal.
| 7 | 1964, 1965, 1972, 1973, 1974, 1975, 1984 |

| 2 | 2010, 2017 |

| 6 | 1977, 1978, 2000, 2001, 2003, 2007 |

| 2 | 2004, 2005 |

| 5 | 1960, 1961, 1966, 1982, 1987 |

| 0 | – |

| 4 | 1986, 1996, 2015, 2018 |

| 1 | 2014 |

| 3 | 1992, 1993, 2005 |

| 2 | 1994, 2012 |

| 4 | 1968, 1969, 1970, 2009 |

| 0 | – |

| 3 | 1962, 1963, 2011 |

| 1 | 1998 |

| 3 | 1999, 2020, 2021 |

| 1 | 1998 |

| 3 | 1981, 2019, 2022 |

| 1 | 1999 |

| 2 | 1989, 2016 |

| 2 | 1998, 2000 |

| 3 | 1971, 1980, 1988 |

| 0 | – |

| 3 | 1979, 1990, 2002 |

| 0 | – |

| 3 | 1983, 1995, 2017 |

| 0 | – |

| 2 | (1948), 1998 |

| 1 | 2000 |

| 2 | 2006, 2010 |

| 1 | 2008 |

| 1 | 2013 |

| 2 | 1992, 1997 |

| 1 | 2014 |

| 2 | 2001, 2002 |

| 1 | 2008 |

| 2 | 2009, 2023 |

| 2 | 1976, 1997 |

| 0 | – |

| 1 | 1967 |

| 1 | 2024 |

| 1 | 2024 |

| 1 | 1993 |

| 0 | – |

| 2 | 1996, 2013 |

| 0 | – |

| 2 | 2018, 2021 |

| 0 | – |

| 2 | 2019, 2022 |

| 1 | 1985 |

| 0 | – |

| 1 | 1991 |

| 0 | – |

| 1 | 1994 |

| 0 | – |

| 1 | 2004 |

| 0 | – |

| 1 | 2012 |

| 0 | – |

| 1 | 2023 |

| 0 | – |

| 0 | – |

| 1 | 1995 |

| 0 | – |

| 1 | 1999 |

| 0 | – |

| 1 | 1999 |

| 0 | – |

| 1 | 2001 |

| 0 | – |

| 1 | 2003 |

| 0 | – |

| 1 | 2006 |

| 0 | – |

| 1 | 2007 |

| 0 | – |

| 1 | 2011 |

| 0 | – |

| 1 | 2015 |

| 0 | – |

| 1 | 2016 |

| 0 | – |

| 1 | 2020 |

## Länderrangliste nach Titeln
Bisher gewannen Klubs aus 8 Ländern Südamerikas und aus Mexiko, mindestens einmal einen Südamerikapokal.
| Titel | Fußballverband | (Campeonato Sudamericano de Campeones 1948) / Copa Campeones de América / Copa Libertadores | Copa Conmebol / Copa Merconorte \| Copa Mercosur / Copa Sudamericana | Klubs |
| ----- | -------------- | ------------------------------------------------------------------------------------------- | -------------------------------------------------------------------- | ----- |
| 39    | Argentinien    | 25                                                                                          | 14                                                                   | 13    |
| 38    | Brasilien      | 25                                                                                          | 13                                                                   | 14    |
| 8     | Uruguay        | 8                                                                                           |                                                                      | 2     |
| 8     | Kolumbien      | 3                                                                                           | 5                                                                    | 5     |
| 5     | Ecuador        | 1                                                                                           | 4                                                                    | 2     |
| 3     | Paraguay       | 3                                                                                           |                                                                      | 1     |
| 2     | Chile          | 1                                                                                           | 1                                                                    | 2     |
| 1     | Peru           |                                                                                             | 1                                                                    | 1     |
| 1     | Mexiko         |                                                                                             | 1                                                                    | 1     |